# سرف عمرة
سرف عمرة بلدة في ولاية شمال دارفور بالسودان. يقطنها حوالي 150 الف نسمة. تعرضت لهجوم كبير من قبيل ميليشيات في شهر 3 من سنة 2014م.